# Битва при Анхиало (708)
Битва при Анхиало (болг. Битва при Анхиало) — сражение, произошедшее в 708 году между византийской армией Юстиниана II и войском Болгарского царства. Битва произошла в окрестностях Анхиало. Болгары одержали победу.

## Предыстория
В 705 году ранее свергнутому императору Юстиниану II с помощью правителя болгар Тервеля удалось вернуть себе трон в Константинополе. Он наградил своего союзника, дав тому область Загоре и титул кесаря, а также обещание платить годовой налог. Между Болгарией и Византией установились мирные отношения. Однако три года спустя Юстиниан II внезапно вторгся в Болгарию.

## Ход сражения
Император надеялся на неожиданность нападения, но он ошибся, так как болгары узнали о его намерениях. В 708 году византийские конные отряды и флот достигли Анхиало. Византийцы расположились лагерем в полях вокруг него, не зная, что болгарские войска уже ждут их в засадах, организованных в здешних горах. В хронике Феофана Исповедника рассказывается: 
Между тем войско, как овцы, рассеялось по полям для собрания травы; дозоры болгарские с гор приметили беспорядок в римской коннице, и, как звери собравшись, вдруг напали на римское стадо и много взяли пленных и лошадей, и оружий не считая убитых. Юстиниан, укрывшись в крепости, с прочими оставшимися, на три дня запер ворота. Но видя упорство болгар, сам первый подрезал жилы у своей лошади и других заставил то же сделать. Потом вместо трофеев, прибивши к стенам оружие, ночью, севши на корабли, тайно отплыл и со стыдом возвратился в город.

## Последствия
В результате битвы Болгария укрепила свои позиции на новых территориях к югу от Балканских гор. Тем не менее, Тервель не порвал окончательно связи с Юстинианом II. Когда в 711 году против императора взбунтовалось войско военачальника Филиппика Вардана, болгарский правитель выслал на помощь Юстиниану трёхтысячный отряд. Тот, однако, не успел помочь Юстиниану II сохранить трон. Захватив власть, Филиппик Вардан позволил болгарским воинам мирно уйти, а Юстиниан II был убит.